# Manifest van Brunswijk

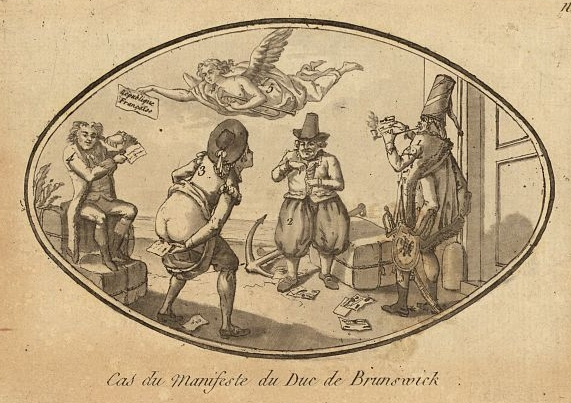
Deze spotprent toont de reactie van de Franse bevolking op het manifest van Brunswijk. De Fransen vegen hun billen ermee af, of gebruiken het om hun pijp mee aan te steken

Het manifest van Brunswijk of Brunswijkmanifest (Frans: Manifeste de Brunswick) was een verklaring die hertog Karel Willem Ferdinand van Brunswijk-Wolfenbüttel op 1 augustus 1792 liet uitgaan aan de inwoners van Frankrijk, waar drie jaar eerder de Franse Revolutie was uitgebroken. De hertog, die aan het hoofd stond van de Oostenrijkse en Pruisische strijdkrachten die Frankrijk waren binnengevallen, dreigde in deze verklaring met geweld indien de Franse koninklijke familie iets zou overkomen. De bevolking van Parijs werd bedreigd met wraak en standrechtelijke executie. De verklaring had echter het tegenovergestelde effect: ze nam het laatste krediet van Lodewijk XVI weg en leidde tot de bestorming van de Tuilerieën.

## Achtergrond
In 1789 brak de Franse Revolutie uit met de bestorming van de Bastille. Enkele maanden later dwong de Mars op Versailles de koninklijk familie om te verhuizen naar het Tuilerieënpaleis in Parijs. In juni 1791 probeerden Lodewijk XVI en Marie Antoinette weg te vluchten uit Parijs, maar ze werden aangehouden en teruggebracht. In september van dat jaar werd een nieuwe grondwet ingevoerd die de constitutionele monarchie bevestigde.
Op 27 augustus 1791 kwamen de Oostenrijkse keizer Leopold II en de Pruisische koning Frederik Willem II bijeen en tekenden de Verklaring van Pillnitz. Hierbij riepen ze de andere Europese grote mogendheden op om in te grijpen als Lodewijk XVI in gevaar zou komen.
Op voorstel van Lodewijk XVI verklaarde de Wetgevende Vergadering op 20 april 1792 de oorlog aan Oostenrijk. Acht dagen later vielen Franse troepen de Oostenrijkse Nederlanden binnen. Pruisen voegde zich aan Oostenrijkse kant tegen Frankrijk, en op 30 juli begonnen Oostenrijkse en Pruisische troepen een invasie van Frankrijk, met het doel Parijs te bezetten en de oude orde te herstellen.

## Manifest
Op 25 juli tekende de hertog van Brunswijk, de geallieerde opperbevelhebber, een verklaring aan de Franse bevolking. Het manifest was grotendeels opgesteld door prins Lodewijk V Jozef van Bourbon-Condé, die aan het hoofd stond van het Armée de Condé, een leger van Franse émigrés (royalistische vluchtelingen). De verklaring werd op 1 augustus bekendgemaakt.
Het manifest stelde dat indien de Franse koninklijk familie geen kwaad zou overkomen, de geallieerden Franse burgers geen geweld zouden aandoen en ook niet zouden plunderen. Maar als de koninklijke familie zou worden vernederd of iets zou overkomen, zou Parijs tot de grond afgebrand worden. De bedoeling was om via intimidatie de Fransen er toe te dwingen om zich over te geven aan de wil van de geallieerden.
Brunswijk onderhield een geheime correspondentie met Lodewijk XVI en Marie Antoinette, en stuurde twee dagen voor de verklaring een kopie naar het Tuilerieënpaleis, waar het koningspaar zich ophield. Zowel de koning als de koningin gaven geheimelijk hun goedkeuring aan het manifest.
Het nieuws van het manifest ging als een lopend vuurtje door Parijs. Veel Parijzenaren zagen het manifest als sluitbewijs dat Lodewijk XVI met de vijand heulde. Pruisische troepen staken op 1 augustus de Rijn bij Koblenz over. Het Franse parlement riep hierop de Franse bevolking op om zich voor te bereiden op oorlog.

## Gevolgen
Het manifest van Brunswijk was bedoeld om Parijs te intimideren, maar had het tegenovergestelde effect. De verklaring zette de Franse bevolking op tegen de geallieerden en de koning, en bracht de Franse bevolking in actie tegen de buitenlandse dreiging. De Franse Revolutie raakte in een stroomversnelling en het Franse koningspaar Lodewijk XVI en Marie Antoinette werd afgezet en naar de guillotine gestuurd.
De invasie van Frankrijk werd een halt toegeroepen in de Slag bij Valmy op 20 september 1792. De oorlog tegen de geallieerden sleepte nog vijf jaar voort, tot de Franse overwinning in 1797.